# Equação de estado (cosmologia)
Em cosmologia, a equação de estado de um fluido perfeito é caracterizada por um número adimensional w, igual ao quociente entre sua pressão p e sua densidade de energia ρ: {\displaystyle w=p/\rho }. É intimamente relacionado à equação de estado termodinâmica e a lei dos gases ideais.